# Mauricio Serna
Mauricio Alberto Serna Valencia (Medellín, 1968. január 22. –), kolumbiai válogatott labdarúgó.
A kolumbiai válogatott tagjaként részt vett az 1994-es és az 1998-as világbajnokságon.

## Sikerei, díjai
Atlético Nacional
- Kolumbiai bajnok (3): 1991, 1994, 2005 Apertura

Boca Juniors
- Argentin bajnok (3): 1998 Apertura, 1999 Clausura, 2000 Apertura
- Copa Libertadores győztes (2): 2000, 2001
- Interkontinentális kupa győztes (1): 2000